# Udupi
Udupi (kannadsky ಉಡುಪಿ) je město v Karnátace, jednom z indických svazových států. K roku 2011 v něm žilo přes 125 tisíc obyvatel.

## Poloha a doprava
Udupi leží na západě Karnátaky jen několik kilometrů od pobřeží Arabského moře přibližně 56 kilometrů severně od Mangalúru.
Z jihu k severu přes Udupi prochází Národní dálnice 17 z Kóčinu v Kérale na sever k předměstí Bombaje.

## Dějiny
V 13. století zde višnuistický filosof Madhva založil chrám zasvěcený Kršnovi.